# Heikki Leime
Heikki Leime (* 7. Mai 1962 in Turku) ist ein finnischer Eishockeytrainer und ehemaliger Profispieler. Seit September 2017 arbeitet er als Cheftrainer des französischen Chamonix Hockey Club in der Ligue Magnus.

## Spielerlaufbahn
Leimes Heimatverein ist TPS Turku. Ende der 1970er Jahre wurde er erstmals in die finnische Juniorennationalmannschaft berufen und gab während der Saison 1980/81 im TPS-Trikot sein Debüt in der ersten finnischen Liga.
1981 sicherten sich die Buffalo Sabres beim NHL Draft die Rechte an Leime, der von den Sabres in der siebten Runde an der insgesamt 143. Position ausgewählt wurde. Er spielte zwischen 1981 und 1986 insgesamt 136 Partien in der American Hockey League für das Farmteam der Sabres, die Rochester Americans. Der Sprung in die NHL gelang ihm nicht. 1982 gehörte er zur AHL-Meistermannschaft der Americans, kam in der betreffenden Saison jedoch lediglich auf einen Einsatz.
Zur Saison 1986/87 zog es Leime in die Heimat zurück, spielte in den folgenden Jahren wieder für TPS und wurde mit der Mannschaft 1989, 1990 und 1991 finnischer Meister. Nach der Spielzeit 1991/92 beendete er seine Spielerlaufbahn.
Leime kam auf 16 Länderspiele für Finnland, 1990 nahm er an der Weltmeisterschaft teil.

## Trainer- und Managerlaufbahn
Nach seinem Rücktritt als Spieler übernahm Leime zwischen 1992 und 1995 bei TPS Turku Manageraufgaben. 1995 wechselte er nach Frankreich und hatte dort bis zum Jahr 2000 das Amt des Cheftrainers beim HC Caen inne, den er 1998 zum Aufstieg von der zweiten in die erste französische Liga führte.
Im Jahr 2000 verließ er den HC Caen und wurde Cheftrainer der französischen Nationalmannschaft. In seiner vierjährigen Amtszeit gelang ihm mit der Équipe Tricolore der Aufstieg in die A-Gruppe, sodass Frankreich unter Leimes Leitung an der WM 2004 in Tschechien teilnahm. Dort musste aber der Abstieg hingenommen werden.
In der Saison 2004/05 trainierte er den französischen Erstligisten Les Ducs d’Angers und nahm dann zur Folgesaison ein Angebot des Schweizer Zweitligavereins Lausanne HC an. Die Wege Leimes und des LHC trennten sich im Oktober 2006 in Folge eines Saisonstarts mit fünf Niederlagen aus sieben Spielen.
Im nächsten Monat unterschrieb er einen Vertrag als Cheftrainer eines anderen NLB-Vereins, HC Sierre. Im September 2007 wurde er entlassen, nachdem die Mannschaft unter seiner Führung die ersten vier Spiele der Saison 2007/08 verloren hatte.
Leime übernahm im Dezember 2007 abermals die Geschicke beim französischen Erstligisten Les Ducs d’Angers und erhielt im Juni 2010 trotz bestehenden Kontrakts die Freigabe, nachdem er das Angebot erhalten hatte, Cheftrainer bei seinem Heimatverein, dem finnischen Erstligisten TPS, zu werden. Bei TPS wurde er im Oktober 2010 entlassen. Seine nächste Station war abermals in Frankreichs Ligue Magnus: Im November 2011 wurde Leime von den Gothiques d’Amiens verpflichtet. Nach der Saison 2013/14 lief sein Vertrag in Amiens aus.
Im Dezember 2014 nahm der Schweizer Zweitligist EHC Olten Leime als Cheftrainer unter Vertrag. Im März 2016 wurde er im Anschluss an eine 1:6-Niederlage im Playoff-Halbfinal gegen den HC Ajoie freigestellt. Mitte September 2017 trat Leime die Stelle als Cheftrainer beim französischen Erstligisten Chamonix an.